# Čreškova
Čreškova este o localitate din comuna Vojnik, Slovenia, cu o populație de 111 locuitori.